# Emanuel Iserzon
Emanuel Iserzon (przejściowo używał również nazwiska Wilczewski) (ur. 14 maja 1893 w Charkowie (Ukraina), zm. 29 stycznia 1985 w Lublinie) – prawnik, specjalista z zakresu prawa i postępowania administracyjnego, adwokat.

## Życiorys
Studia prawnicze ukończył na Uniwersytecie Warszawskim. Również w tej uczelni doktoryzował się w 1925 na podstawie rozprawy pt. Poczytalność zmniejszona (Warszawa 1925). Od 1926 prowadził praktykę adwokacką, którą łączył z działalnością naukową i publicystyczną. W latach 1936–1939 był redaktorem czasopisma Orzecznictwo buchalteryjno-podatkowe. Specjalizował się w procedurze administracyjnej i wydał kilka książek o postępowaniu administracyjnym.
W czasie II wojny światowej przebywał w Związku Radzieckim, gdzie pracował m.in. jako robotnik leśny, tłumacz, radca prawny i nauczyciel w polskiej szkole. Członek Związku Patriotów Polskich.
W latach 1944–1946 dyrektor departamentu w Ministerstwie Administracji Publicznej oraz wykładowca w Akademii Nauk Politycznych. 1946–1948 radca Misji Politycznej RP w Wiedniu. W latach 1948-1950 był radcą w Ministerstwie Administracji Publicznej.
W 1951 rozpoczął pracę na Wydziale Prawa Uniwersytetu Marii Curie-Skłodowskiej w Lublinie jako zastępca profesora i kierownik nowo powstałej Katedry Prawa Administracyjnego. W 1956 nominowany na docenta. W UMCS pełnił m.in. funkcję rzecznika Komisji Dyscyplinarnej dla Studentów oraz członka Senackiej Komisji ds. Dydaktycznych, a także wydziałowej Komisji ds. Pomocniczych Pracowników Nauki.
Członek Komisji Urzędu Rady Ministrów do opracowywania projektów aktów normatywnych. Współautor wraz z Jerzym Starościakiem – obowiązującej nadal ustawy z dnia 14 czerwca 1960 – Kodeks postępowania administracyjnego, którą prof. Franciszek Longchamps de Bérier określił jako "dzieło dojrzałej rozwagi politycznej i wysokiej kultury prawniczej".
W obszernym dorobku naukowym (ponad 300 pozycji) najważniejsze miejsce zajmują następujące prace:
- Postępowanie administracyjne. Komentarz-orzecznictwo-okólniki (1937)
- Prawo do zaskarżenia aktu administracyjnego (1954)
- Podstawowe zagadnienia postępowania administracyjnego (wraz z J. Starościakiem i W. Dawidowiczem, 1955)
- Ochrona interesów jednostki w nowym prawie o postępowaniu administracyjnym (1960)
- Kodeks postępowania administracyjnego. Komentarz, teksty, wzory i formularze (wraz z J. Starościakiem, 1961, 1964, 1965 i 1970)
- Prawo administracyjne. Podstawowe instytucje (1968).

Dorobek naukowy E. Iserzona cechuje obiektywizm, głęboka znajomość problematyki oraz przystępny język wypowiedzi.
Wypromował w UMCS trzech doktorów nauk prawnych.
W 1963 przeszedł na emeryturę, jednakże w dalszym ciągu prowadził zlecone wykłady i seminaria. Po jego odejściu Katedra Prawa Administracyjnego UMCS do 1969 nie miała kierownika.
Działacz Zrzeszenia Prawników Polskich i Towarzystwa Naukowego Organizacji i Kierownictwa.
W 1970 Iserzon został odznaczony Krzyżem Kawalerskim Orderu Odrodzenia Polski.

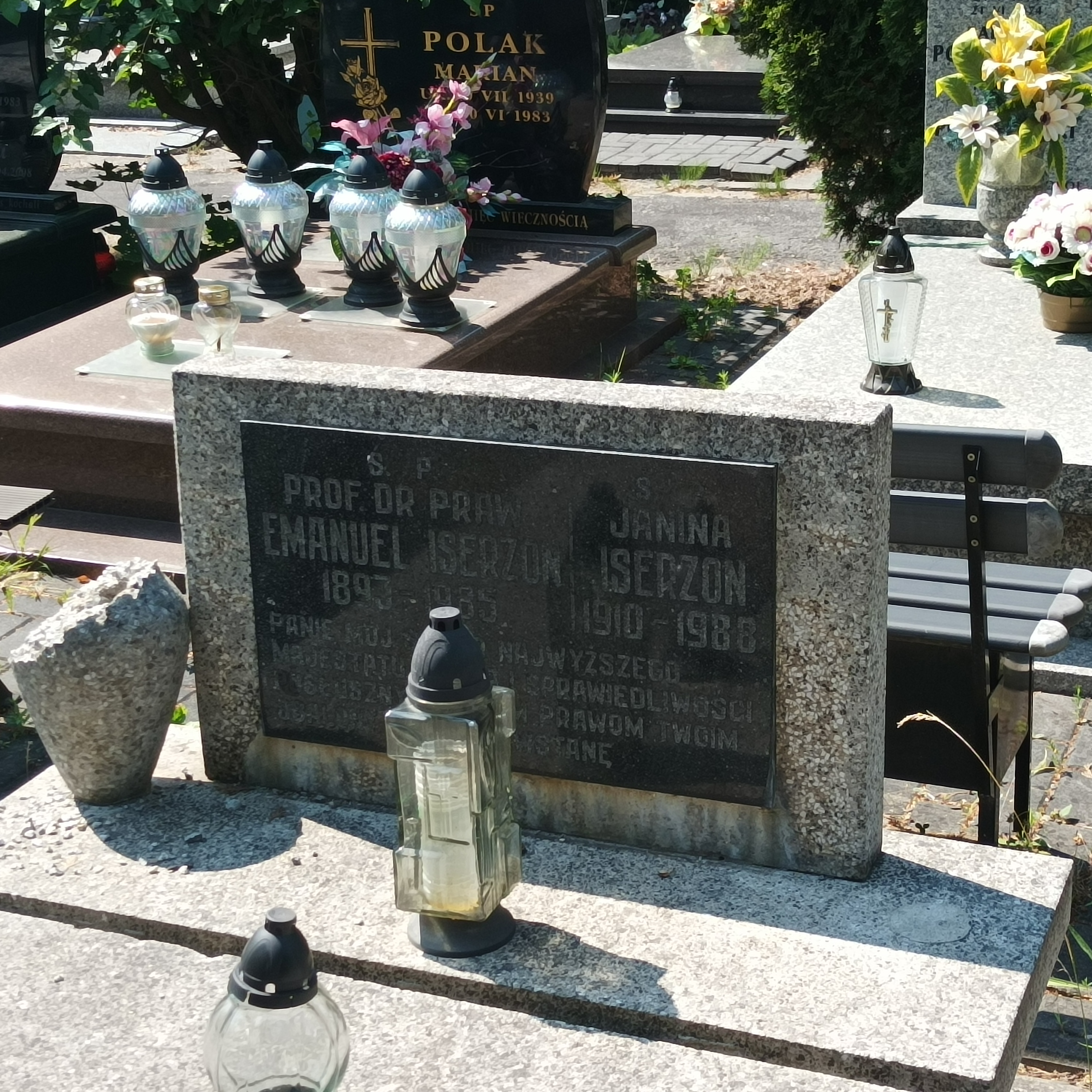
Grób prof. Emanuela Iserzona na cmentarzu komunalnym na Majdanku w Lublinie

Dwukrotnie żonaty: z Eleonorą Modry oraz z Janiną. Z pierwszego małżeństwa miał syna Ryszarda (ur. 1926), który w 1947 zmienił nazwisko Iserzon na Wilczewski.
Pochowany na cmentarzu komunalnym na Majdanku w Lublinie (kwatera SZ45/1/33).